# Zdzisław Pakuła
Zdzisław Antoni Pakuła (ur. 27 listopada 1934 w Oszkowicach, zm. 19 października 2009) – polski ekonomista, działacz PZPR, w 1985 i w latach 1988–1989 prezes NBP. Brat Jana Pakuły.

## Życiorys
W 1962 ukończył studia ekonomiczne na Uniwersytecie Łódzkim. Od 1966 do 1975 pracował w banku PKO, następnie w Narodowym Banku Polskim. W 1985 – po śmierci Stanisława Majewskiego – p.o. prezesa NBP, a od 13 lipca 1988 do 12 września 1989 był prezesem Narodowego Banku Polskiego. W latach 90. XX wieku prezes zarządu Banku Powierniczego-Gwarancyjnego (wcześniej Leonard) do momentu cofnięcia zgody na działalność i zarządzenie likwidacji banku przez NBP z uwagi na nieprawidłowości w zarządzaniu bankiem i podejrzenia dot. niezgodnej z prawem struktury akcjonariatu.
W 1983 wybrany w skład Krajowej Rady Towarzystwa Przyjaźni Polsko-Radzieckiej. W latach 1986–1988 członek Społecznego Komitetu Odnowy Starego Miasta Zamościa. Należał do Polskiej Zjednoczonej Partii Robotniczej, w której pełnił funkcje w komitetach dzielnicowych i podstawowej organizacji partyjnej w Łodzi.